# 김우찬
김우찬은 시장주의의 입장에서 관치 금융을 비판하고, 재벌 개혁을 주장하는 경제학자이자 경제개혁연구소 소장이다.

## 생애
제34회 행정고시에 합격하고 재정경제부에서 경제관료를 지내다가 유학 후 경제학자의 길을 걷게 되었다. 전국경제인연합회, 대한상공회의소, 삼성경제연구소가 ‘재벌체제 옹호론’을 잇따라 내놓아 논란을 불러일으킨 직후인 2005년 3월 말 참여연대가 이론적 반격에 나설 때 앞장선 한국개발연구원 소속의 경제학자이자 대한민국 재벌 문제의 핵심인 기업지배구조 분야에서 전문가로 꼽히며 기업경영의 투명성과 책임성 확보를 위한 경제개혁센터의 재벌개혁 운동에서 기업지배구조 문제의 이론적 바탕을 제공하였다.
장하성 고려대학교 경영대학 교수와 함께 미국의 대표적인 회사법 학자인 텍사스 오스틴대 버나드 블랙 교수와 공동 작성한 논문 '기업지배구조가 기업의 시장가치를 예측하는가(Does Corporate Governance Predict Firms Market Values? Evidence from Korea)'라는 논문을 법경제학 학술지인 'The Journal of Law, Economics and Organization' 2006년 10월호에 게재하면서 "한국에서 기업지배구조가 기업가치를 결정하는데 어떤 역할을 하는지 평가하기 위해 측정지표를 개발해 실증적인 분석을 해냈다"는 평가를 받으며 이듬 해에 열린 제37회 매경 이코노미스트상을 받았다.
2011년에는 이사회 구조가 기업가치에 미치는 영향을 분석한 논문으로 파이낸셜뉴스와 한미재무학회(KAFA)가 공동으로 수여하는 톱저널 부문 우수 논문상을 받았다.

## 학력
- 하버드대학교 대학원 정책학 박사
- 서울대학교 국제경제학과 졸업

## 경력
- 고려대학교 경영대학 부교수
- 2000년부터 2012년: 한국개발연구원 국제정책대학원대학교 교수
- 경제개혁연구소 소장
- 좋은기업지배구조연구소 부소장[5]
- 재정경제부 국제금융국 서기관
- 제34회 행정고시 합격

## 수상
- 2011 한미재무학회(KAFA) 우수 논문상[4]
- 2011 한국경제학회 학술대회 청람학술상[6]
- 2007 제37회 매경 이코노미스트상[7]

## 참고 자료
- 김우찬 네이버 인물검색